# キアッソ米国債事件
座標: 北緯45度50分0秒 東経9度2分0秒 / 北緯45.83333度 東経9.03333度
キアッソ米国債事件（きあっそべいこくさいじけん、Chiasso financial smuggling case）は、2009年6月3日スイスのティチーノ州メンドリシオ区（Mendrisio）内の、イタリアのコモと国境を接する自治体のキアッソ（Chiasso）で起こった、総額1,345億ドル（約13兆円）いう巨額の米国債が押収された事件。日本のメディアにおいてはキアッソ事件、13兆円米国債不法所持事件等と書かれることもある。

## 概要
2009年6月3日イタリアとスイス国境にあるキアッソ駅を経由して、スイスへ入境しようとしていたスーツ姿の日本人2人組が、その所持品から地元キアッソ当局とイタリア財務警察（Guardia di Finanza）に拘束された。彼らが所持していた鞄には、額面5億ドル249枚および10億ドル10枚など、総額1,345億ドル相当の巨額の米国債が入っていた。2人が保有していた米国債の総額は、当時の英国の保有額1,280億ドルを抜いてロシアの1,380億ドルに迫り、中国、日本、ロシアに継ぐ世界第4位の保有額に相当した。
イタリア財務警察は、その米国債に関してアメリカの証券取引委員会（SEC）に鑑定を依頼した。当時コモ財務警察のロドルフォ・メカレッリは、押収された米国債は1934年発行と印刷されており、この年に額面5億ドルのような巨額額面の米国債は存在しなかったはずだと述べていた。
2009年6月18日フィナンシャル・タイムズ上で、イタリア警察とアメリカ合衆国シークレットサービス（USSS）は、「所持品は偽造品の可能性が高く、イタリアマフィアの製作物 
」と結論づけた。
この2人の日本人は、イタリア当局によると神奈川県と福岡県に住む60歳代と50歳代の男とされており、イタリアでは偽国債は使用しない限り罪に問うことができないため釈放されている。なぜこのような行為に及んだのか、目的や理由は不明。

## 他の米国債事件
2014年7月29日、偽造された米国債6億ドル分を日本から韓国に持ち込み使用しようとしたとして、69歳の日本人の男、81歳の在日韓国人の男、そして情報が非公開のあと一人が逮捕された。